# Cerodontha fuscifrons
Cerodontha fuscifrons är en tvåvingeart som beskrevs av Spencer 1969. Cerodontha fuscifrons ingår i släktet Cerodontha och familjen minerarflugor.
Artens utbredningsområde är Québec. Inga underarter finns listade i Catalogue of Life.